# درزیکلا (ساری)
درزیکلا، روستایی از توابع بخش دودانگه شهرستان ساری در استان مازندران ایران می‌باشد که در دهستان بنافت واقع شده‌است.

## جمعیت
این روستا در دهستان بنافت قرار داشته و براساس آخرین سرشماری مرکز آمار ایران که در سال ۱۳۸۵ صورت گرفته، جمعیت آن ۱۲۳نفر (۳۵خانوار) بوده‌است.